# James Vanlandschoot

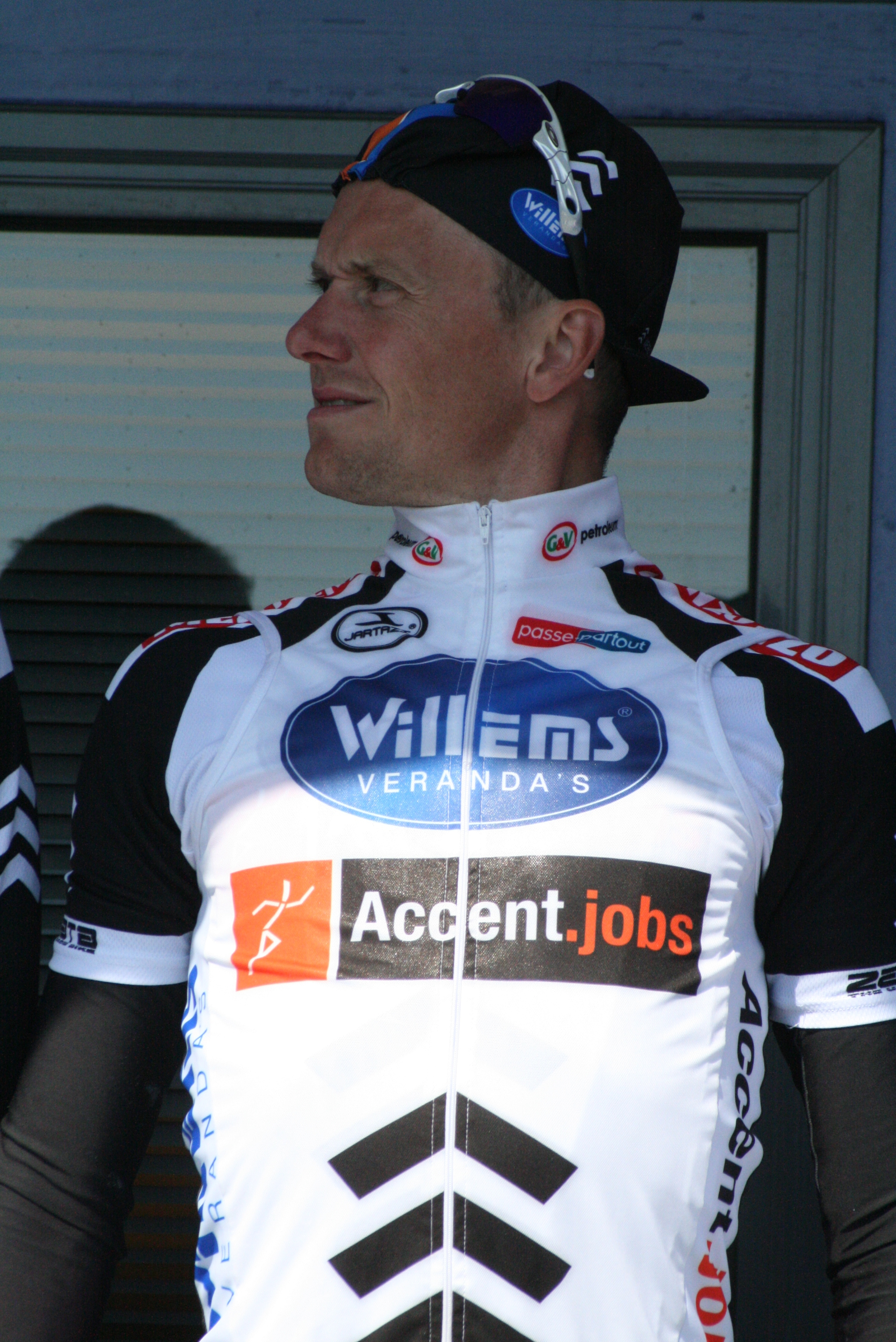
James Vanlandschoot bei den Vier Tagen von Dünkirchen 2011

James Vanlandschoot (* 26. August 1978 in Brügge) ist ein belgischer Radrennfahrer.
James Vanlandschoot begann seine Karriere 2001 bei dem belgischen Radsportteam Vlaanderen-T Interim. Bei den belgischen Eintagesrennen GP Rudy Dhaenens 2002, GP Pino Cerami 2008 und dem Nationale Sluitingsprijs 2009 wurde er jeweils Dritter.

## Teams
- 2001 Vlaanderen-T Interim
- 2002 Vlaanderen-T Interim
- 2003 Vlaanderen-T Interim
- 2004 Relax-Bodysol
- 2005 Landbouwkrediet-Colnago
- 2006 Landbouwkrediet-Colnago
- 2007 Landbouwkrediet-Tönissteiner
- 2008 Mitsubishi-Jartazi
- 2009 Willems Veranda
- 2010 Willems Veranda
- 2011 Veranda’s Willems-Accent
- 2012 Accent Jobs-Willems Veranda’s
- 2013 Accent Jobs-Wanty
- 2014 Wanty-Groupe Gobert
- 2015 Wanty-Groupe Gobert